# Frascati
Frascati est une commune italienne d'environ 21 000 habitants, située dans la ville métropolitaine de Rome Capitale dans la région du Latium en Italie. C'est la ville qui a donné le plus de papes à l'Église, après Rome.

## Géographie

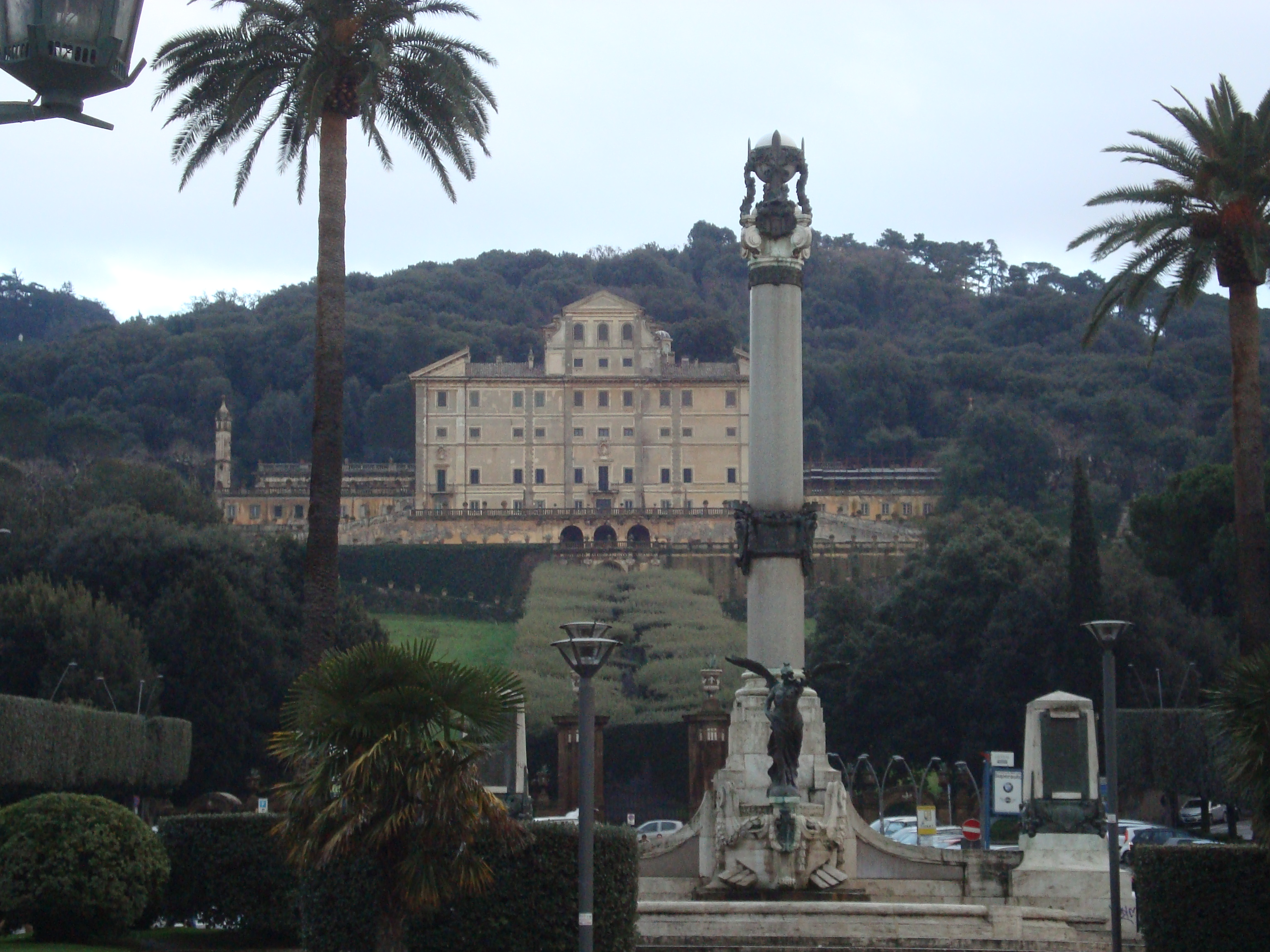
Le Palazzo Aldobrandini.

Frascati est située à 20 kilomètres à l'est de Rome, dans la région des monts Albains et plus précisément dans la zone des Castelli Romani.

## Histoire

### Préhistoire et Antiquité
La présence humaine dans la région remonte au Paléolithique inférieur, mais les premiers à la coloniser durablement furent les Latins vers 2000 av. J.-C., créant plusieurs villes (Alba Longa, Velitrae… et Tusculum, berceau de l'actuelle Frascati) solidement ancrées dans une confédération, la Ligue latine.
Selon la tradition, Tusculum fut fondée par Télégonos, fils d'Ulysse et de Circé. Pour Tite-Live, la cité fut fondée par Silvius.
Plus probablement, si les plus anciennes trouvailles archéologiques faites dans la région remontent à l'âge du cuivre, Tusculum est née à l'âge du fer, probablement sous la direction des Étrusques .
Lorsque Tarquin le Superbe fut chassé de Rome, il se réfugia à Tusculum, alors gouvernée par son gendre Octavius Mamilius. S'ensuivit la bataille du lac Régille et une situation momentanément figée. 
Puis, Tusculum étant alliée à Aricia, elle participa en -506 à la bataille d'Aricie contre les Étrusques.
En -460, elle combattit les Sabins aux côtés de Rome, devenant une alliée fidèle en plusieurs autres occasions. 
En -459, les Èques attaquent Tusculum et prennent sa forteresse. Une aide militaire romaine intervient, commandée par Quintus Fabius Vibulanus, et repousse l'envahisseur. 
En -381, Tusculum obtient la citoyenneté romaine et le statut de municipe.
En -211, lors de la deuxième guerre punique, Hannibal Barca arrive à ses portes mais ne l'attaque pas.
Lors de la seconde guerre civile entre Marius et Sylla, elle se range du côté des Populares, et après la bataille de la Porte Colline souffrit des conséquences de la défaite. 
Si peu de romains vivaient à Tusculum même, son territoire en revanche était couvert de résidences d'été du patriciat romain, dont celles de Caius Lutatius Catulus, Cicéron, Caton d'Utique, Caius Asinius Pollio.

### du Moyen Âge jusqu'à nos jours
On ne connaît pas l'origine du nom "Frascati" , mais c'était une "petite agglomération urbaine " d'après le Liber Pontificalis, lorsque le 17 avril 1191 Tusculum fut détruite , ses habitants chassés se réfugiant dans la plaine. Le siège du diocèse de Tusculum se déplaça à Frascati, l'évêque prenant ses appartements dans une forteresse bâtie là. 
Pie II fait ériger le premier mur défensif du bourg, et à l'intérieur ou à l'extérieur de celui-ci, à la Renaissance, la noblesse romaine fit construire plusieurs villas, appelées "Villas Tuscolaines", qui continuellement embellies et enrichies devinrent pour certaines de magnifiques manoirs appelés "Châteaux romains". En 1538, le pape Paul III Farnese décréta que Frascati serait une cité du nom de « Tusculum Novum. »
Vers 1508 le fief fut donné par Jules II à Marcantonio I Colonna (it), puis fut vendu à Pierre-Louis Farnèse, qui le donna à la Chambre apostolique.
De 1598 à 1636 est bâtie la nouvelle cathédrale San Pietro. En raison de sa magnificence, Frascati devint une étape obligée sur le Grand Tour.
Sur l'initiative du pape Pie IX une ligne de chemin de fer, la première des États pontificaux, est ouverte entre Rome et Frascati en juillet 1856. De 1906 à 1954 fonctionna aussi une ligne de tramway qui reliait Frascati à Grottaferrata, Marino et Rome. Puis une autre encore de 1916 à 1943, qui permettait de se rendre à Fiuggi, et qui fut détruite par les événements de guerre.
Le 8 septembre 1943, 130 Boeing B-17 bombardent le quartier général du maréchal Kesselring : environ 500 civils sont tués ainsi que 200 allemands ; la moitié des bâtiments de la ville sont détruits. S'ensuivront plus de 40 bombardements de moindre gravité dans le cadre de l'opération Shingle.
À partir de 1950 s'implantent dans la zone plusieurs instituts de recherche scientifique.  
Si aujourd'hui Frascati est surtout connue pour ses vins, elle a aussi la réputation d'être une des plus belles municipalités d'Italie.

## Économie
Frascati est connue pour son vin cité par Charles Baudelaire dans Les Fleurs du mal. Le vin de Frascati est l'un des plus intéressants vins blancs d'Italie.
Frascati abrite les locaux de l'ESRIN, un des centres de l'Agence spatiale européenne.

## Culture
Plusieurs poètes renommés ont visité et chanté Frascati et ses environs, entre autres Goethe, Byron, Macaulay. Beaucoup d'écrivains, d'archéologues, de peintres, de sculpteurs, sont venus admirer ces lieux pittoresques et s'y inspirer.
De nos jours, la villa Falconieri accueille l'académie Vivarium Novum, seul établissement au monde où l'enseignement ne se fait qu'en latin, et qui se veut un centre d'humanités classiques à vocation mondiale.

## Monuments et patrimoine

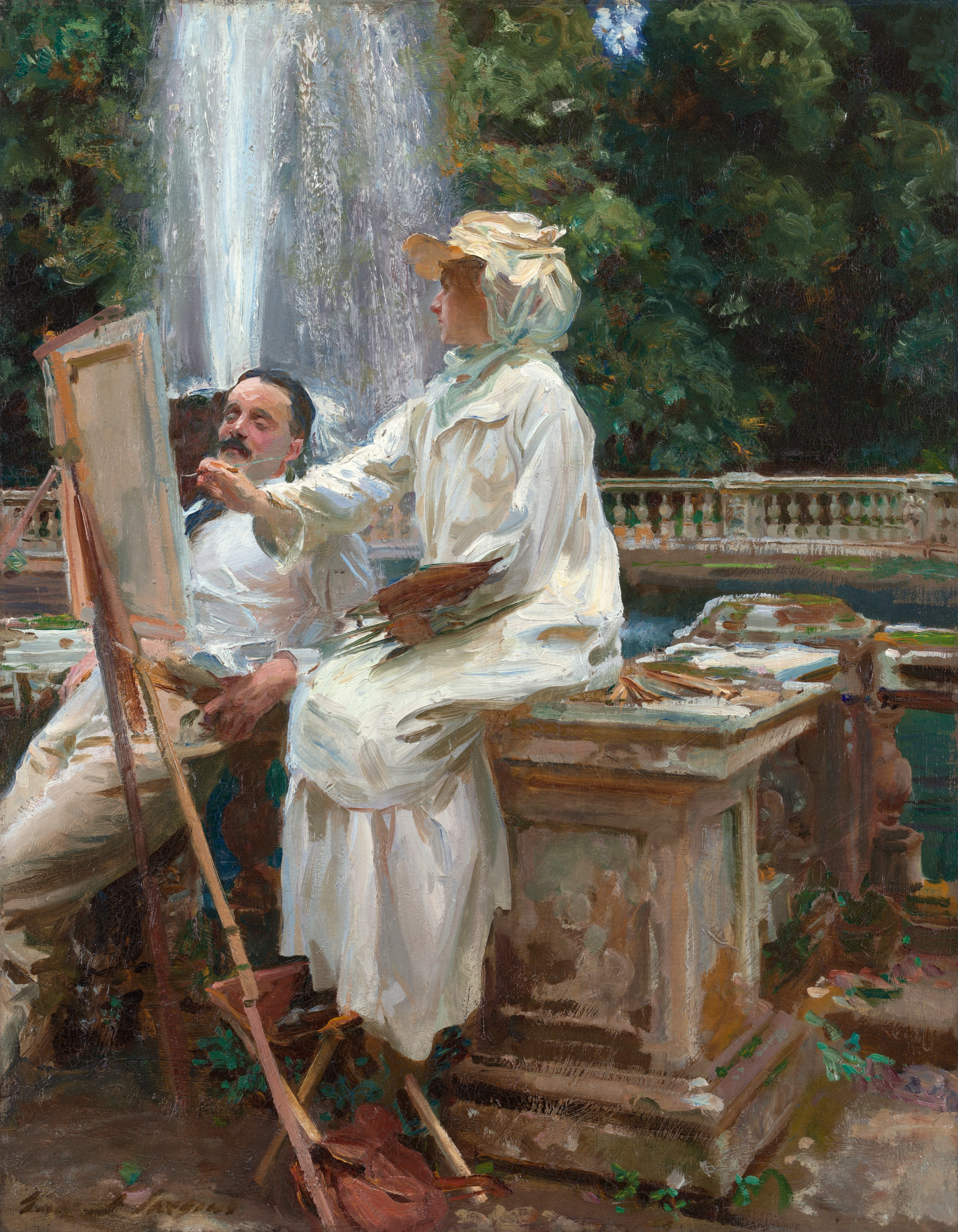
La Fontaine, Villa Torlonia (Frascati), 1907
John Singer Sargent
Art Institute of Chicago

- Les villas Tuscolane : Villa Aldobrandini, Villa Falconieri, Villa Grazioli, Villa Torlonia où le peintre américain John Singer Sargent fit le portrait de ses amis Wilfrid et Jane Emmet de Glehn, artistes professionnels et fréquents compagnons de ses voyages[7], Villa Parisi, Villa Lancellotti, Villa Muti, Villa Mondragone, Villa Tuscolana (ou Rufinella), Villa Sora, Villa Vecchia et Villa Sciarra.
- La cathédrale San Pietro datant de la fin du XVIIe siècle dont la façade baroque est de l'architecte Gerolamo Fontana
- La fontaine de la Piazza San Pietro à proximité.
- L'église du Gesù datant du XVIe siècle réalisée sur les plans de l'architecte Giovanni De Rosis dont les niches des façades abritent des statues d'Ignace de Loyola et de François Borgia, œuvres de Pierre de Cortone.
- Le campanile Saint Roch (1305)
- L'église Santa Maria in Vivario.
- Le palais de l'évêché (La Vecchia Rocca).
- Les ruines de l'ancienne ville de Tusculum, près de Frascati.

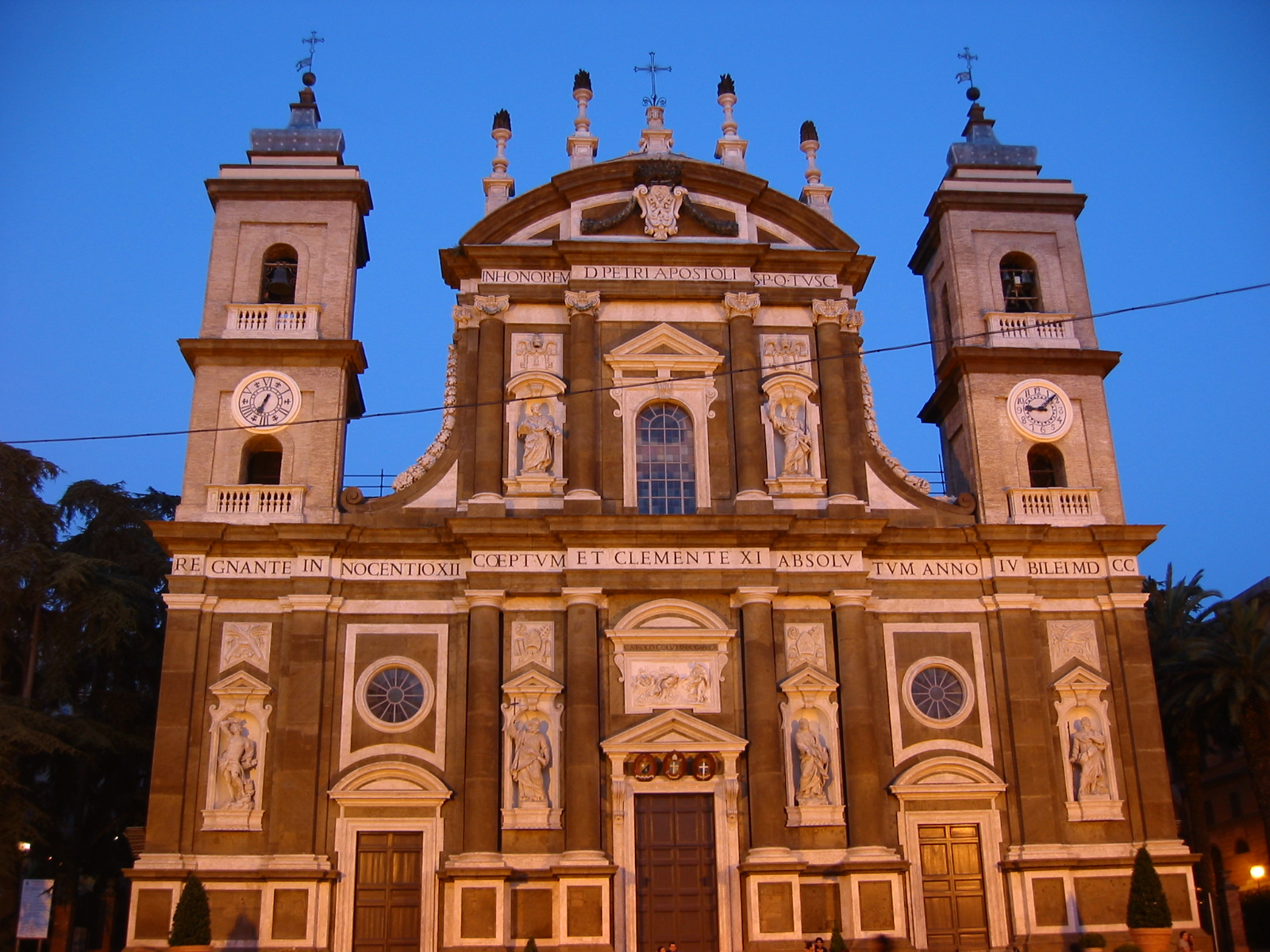
La cathédrale San Pietro.
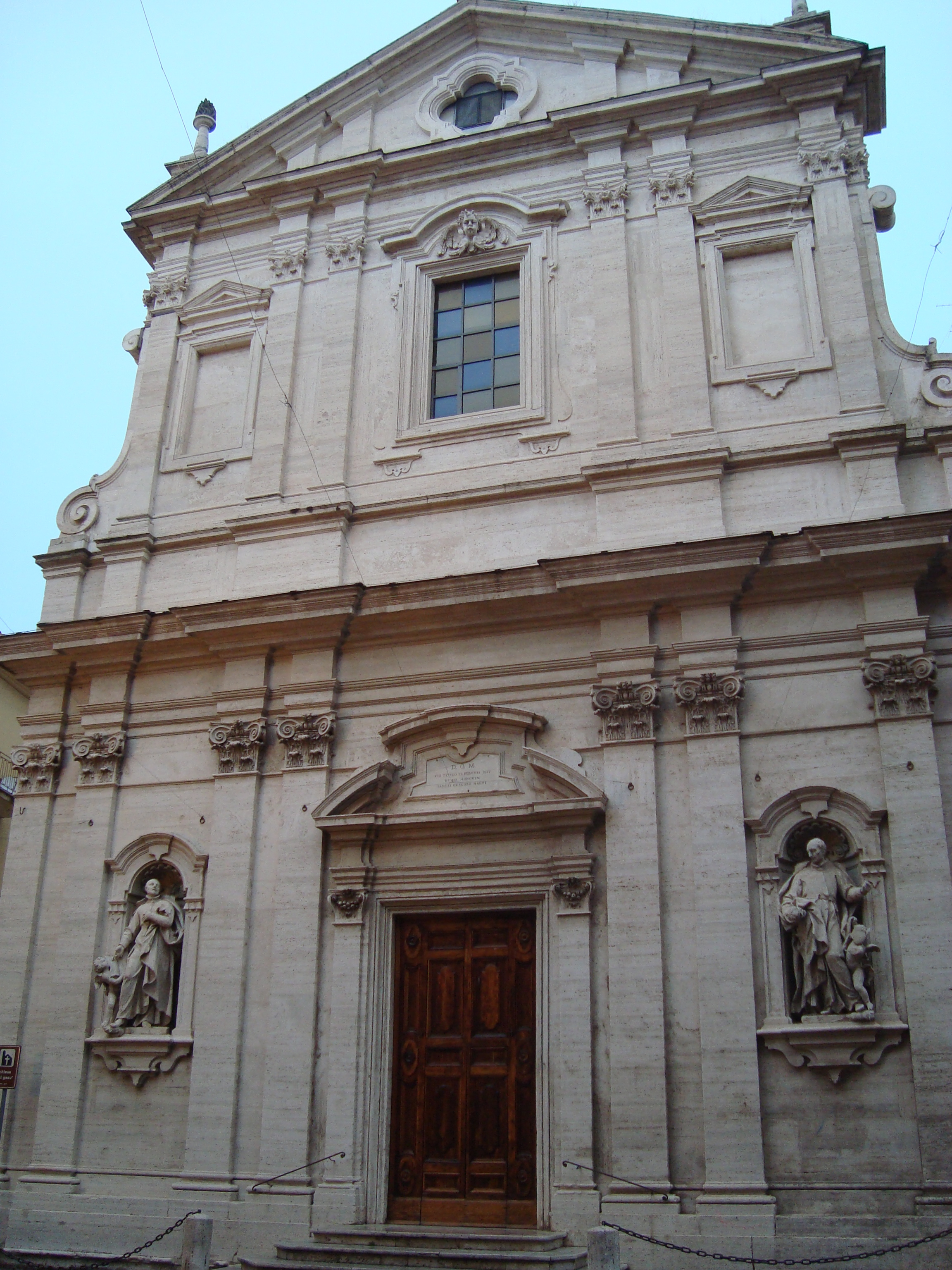
L'église du Gèsu.
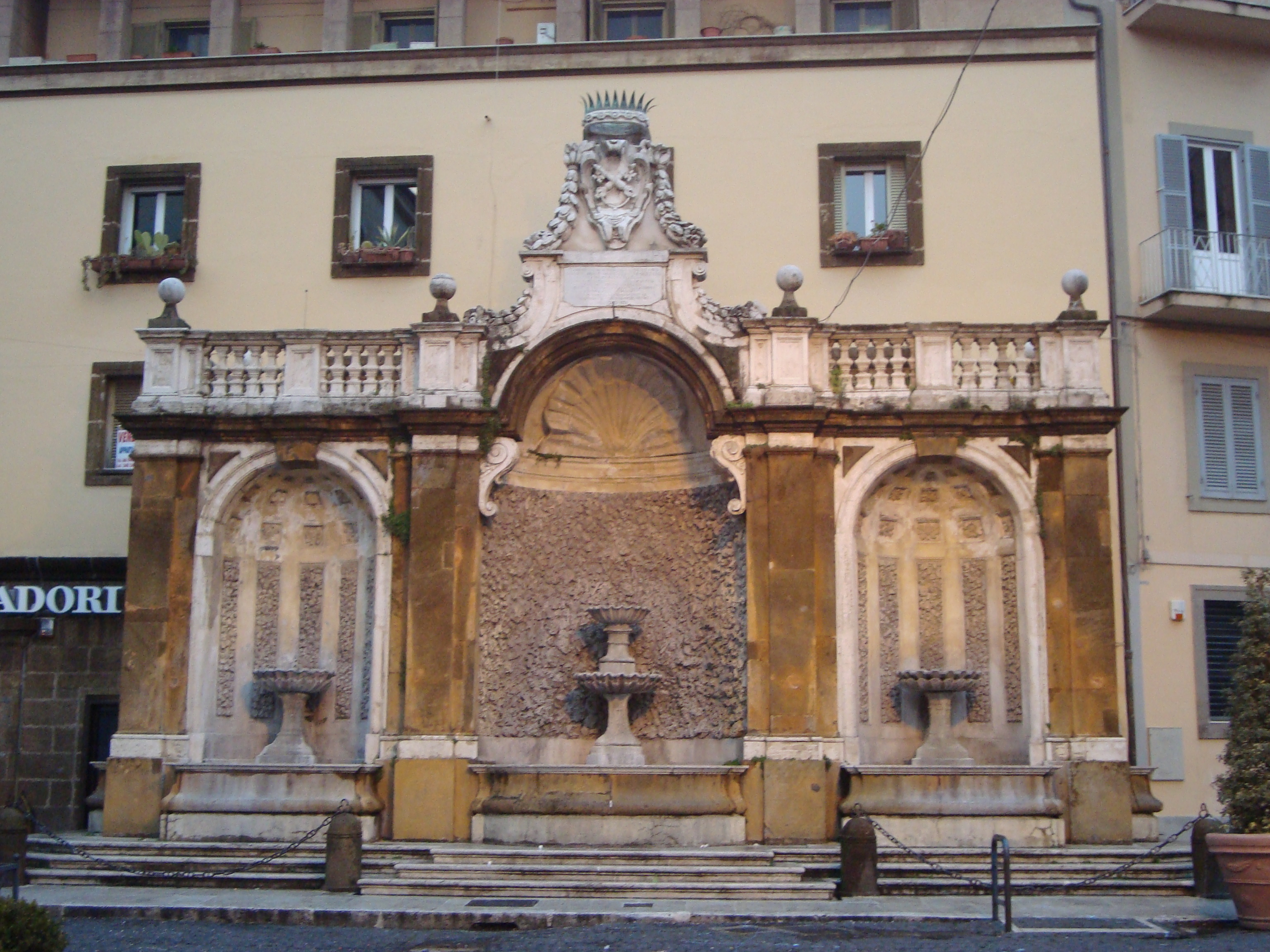
La fontaine de la Piazza San Pietro.
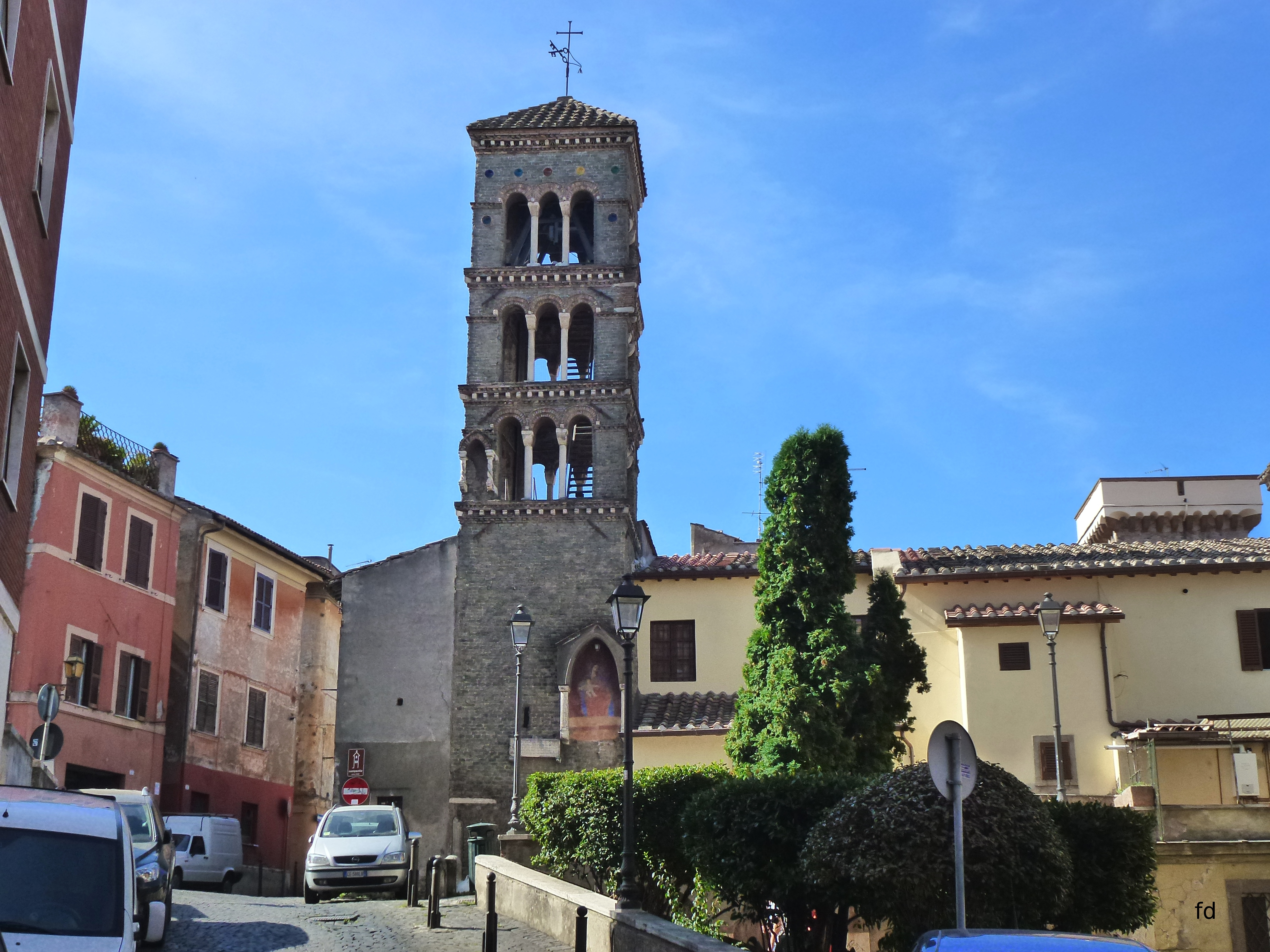
Torre San Rocco (1305).

## Diocèse suburbicaire
Frascati a remplacé Tusculum devenant le siège du diocèse suburbicaire de Frascati.

## Personnalités
- Andrea Pozzo (1642–1709), frère jésuite, réalisa plusieurs fresques de l’église de Gesù
- Henri Benoît Stuart (1725–1807), connu comme le Cardinal-Duc d'York,  fut évêque au titre suburbicaire de Frascati puis cardinal
- Lucien Bonaparte (1775–1840), acheta la Villa Rufinella en 1804
- Pauline Bonaparte (1780–1825), sœur de Napoléon et épouse de Camille Borghèse, habita la Villa Parisi de 1806 à 1811
- Hermann David Salomon Corrodi (1844-1905), peintre orientaliste, est né à Frascati
- Richard Voss (1851–1918), écrivain allemand, a vécu à Frascati.
- Émile de Saint-Auban (1858-1947), avocat et journaliste français, est né à Frascati.
- Marie Thérèse Casini (1864-1937), religieuse béatifiée
- Marco Amelia (1982-), footballeur italien ayant remporté la Coupe du monde 2006, est né à Frascati.

## Administration
| Période                                  | Période         | Identité             | Étiquette                                         | Qualité                  |
| ---------------------------------------- | --------------- | -------------------- | ------------------------------------------------- | ------------------------ |
| 1968                                     | 1975            | Guglielmo Boazzelli  | Démocratie chrétienne                             | Maire                    |
| 1978                                     | 1981            | Vincenzo Gori        | PSI-PCI-PSDI-PRI                                  | Maire                    |
| 7 mars 1989                              | 7 août 1992     | Giovanni Romani      | Démocratie chrétienne                             | Maire                    |
| 7 août 1992                              | 7 mai 1995      | Roberto Eroli        | Démocratie chrétienne/Parti populaire italien     | Maire                    |
| 7 mai 1995                               | 26 juin 1999    | Enrico Molinari      | Parti démocrate de la gauche/Démocrates de gauche | Maire                    |
| 27 juin 1999                             | 7 juin 2009     | Francesco Paolo Posa | Les Démocrates/La Marguerite/Parti démocrate      | Maire                    |
| 8 juin 2009                              | 8 juin 2014     | Stefano Di Tommaso   | Parti démocrate                                   | Maire                    |
| 9 juin 2014                              | 1er août 2016   | Alessandro Spalletta | Parti démocrate                                   | Maire                    |
| 1er août 2016                            | 26 juin 2017    | Bruno Strati         |                                                   | Commissaire préfectoral  |
| 26 juin 2017                             | 19 février 2021 | Roberto Mastrosanti  | Italia Viva                                       | Maire                    |
| 19 février 2021                          | 20 octobre 2021 | Raffaela Moscarella  |                                                   | Commissaire préfectorale |
| 20 octobre 2021                          | En cours        | Francesca Sbardella  | Parti démocrate                                   | Maire                    |
| Les données manquantes sont à compléter. |                 |                      |                                                   |                          |

### Frazione
Les principaux lieux-dits de la commune sont Vermicino et Cocciano.

### Communes limitrophes
Les communes attenantes à Frascati sont Grottaferrata, Monte Porzio Catone, et Rome.

### Évolution démographique
Habitants recensés

## Manifestations sportives
La ville a accueilli les championnats du monde de cyclisme sur route en 1955.